# 簡亞凡
簡亞凡（英語：Irfan Ahmed；1989年11月20日—）是一名前香港板球運動員。
2016年1月，他由於違反反貪腐行為而被國際板球理事會禁賽30個月。2018年，他被指控另外九項打假波控罪，最終國際板球理事會在2019年8月宣佈他終身禁賽。他被指控涉及的賽事大部份為2014年木球世界盃資格蘭香港對加拿大和蘇格蘭的賽事。

## 外部連結
- 簡亞凡 at ESPNcricinfo